# Гръблевци
Гръ̀блевци е село в Северна България, община Габрово, област Габрово.

## География
Село Гръблевци се намира на около 6 km северно от центъра на град Габрово. Разположено е в платото Стражата върху терен с общ наклон на североизток, към течащата на около 0,5 km от селото и около 170 m по-ниско от него река Янтра. Надморската височина в югоизточния край на селото и в западния при църквата е около 540 m, а в североизточния – около 495 m.
Общински път, излизащ от северния край на Габрово покрай левия бряг на Янтра, след село Банковци се разклонява преди Гръблевци и северозападното разклонение продължава към село Солари и нататък, а западното навлиза в Гръблевци и след него прави при село Ветрово връзка с третокласния републикански път III-4403.

## История
През 1995 г. дотогавашното населено място колиби Гръблевци придобива статута на село.

## Население
Населението на село Гръблевци наброява 99 души при преброяването към 1934 г. и намалява до 16 към 1992 г., наброява 17 души (по текущата демографска статистика за населението) към 2019 г.
Преброяване на населението през 2011 г.
Численост и дял на етническите групи според преброяването на населението през 2011 г.:
|                     | Численост | Дял (в %) |
| Общо                | 15        | 100,00    |
| Българи             | 15        | 100,00    |
| Турци               | 0         | 0,00      |
| Цигани              | 0         | 0,00      |
| Други               | 0         | 0,00      |
| Не се самоопределят | 0         | 0,00      |
| Неотговорили        | 0         | 0,00      |

## Обществени институции
В село Гръблевци към 2020 г. има действаща само на големи религиозни празници православна църква „Свети Димитър“.